# Квантовий моделювальний пристрій

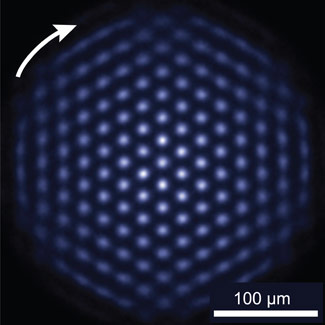
На цій фотографії кристала квантового моделювального пристрою (квантового симулятора) іони флуоресцирують, що вказує на те, що кубіти знаходяться в однаковому стані (або «1», або «0»). У правильних експериментальних умовах іони кристала спонтанно утворюють цю майже ідеальну трикутну гратчасту структуру. Подяка: Britton / NIST

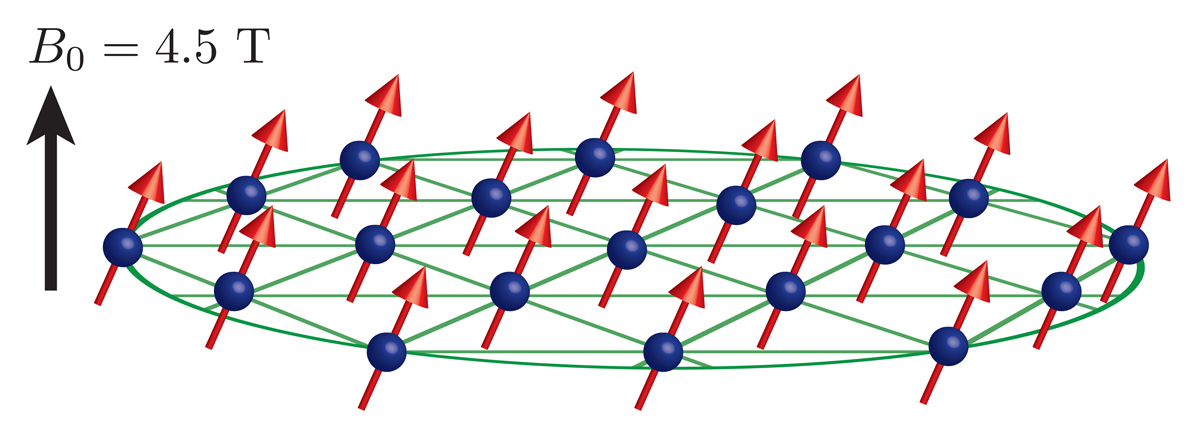
Ілюстрація квантового симулятора на захоплених іонах: Серце симулятора — це двовимірний кристал іонів берилію (блакитні сфери на графіці); крайній електрон кожного іона — квантовий біт (кубіт, червоні стрілки). Іони утримуються великим магнітним полем у пристрої, який називається пасткою Пеннінга (не показано). Усередині пастки кристал обертається за годинниковою стрілкою. Подяка: Britton / NIST

Квантовий моделювальний пристрій або квантовий симулятор — це спеціальний пристрій, призначений для надання розуміння конкретних проблем фізики. Квантові симулятори дозволяють вивчати квантові системи, які важко вивчити в лабораторії і неможливо моделювати за допомогою суперкомп'ютера.
Квантовим симуляторам можна протиставити загально програмований «цифровий» квантовий комп'ютер, який міг би вирішити ширший клас квантових задач.
Універсальний квантовий симулятор- це квантовий комп'ютер, запропонований Юрієм Маніним в 1980 році та Річардом Фейнманом у 1982 році. Фейнман показав, що класична машина Тьюрінга не зможе імітувати квантовий ефект, тоді як його гіпотетична універсальний квантовий комп'ютер зможе імітувати необхідний квантовий ефект.
Квантова система з багатьох частинок може бути змодельована квантовим комп'ютером, використовуючи кількість квантових бітів, подібну до кількості частинок у вихідній системі. Це було поширено на значно більші класи квантових систем.
Квантові симулятори були реалізовані на ряді експериментальних платформ, включаючи системи ультрахолодні квантові гази, полярні молекули, захоплені іони, фотонні системи, квантові точки та надпровідні ланцюги.

## Розв'язування фізичних задач
Багато важливих проблем у фізиці, особливо фізиці низьких температур та фізиці багатьох тіл, залишаються недостатньо вивченими, оскільки основна квантова механіка надзвичайно складна. Звичайні комп'ютери, включаючи суперкомп'ютери, недостатні для імітації квантових систем із 30 частинками. Потрібні кращі обчислювальні інструменти для розуміння та раціонального проектування матеріалів, властивості яких, як вважають, залежать від колективної квантової поведінки сотень частинок. Квантові симулятори забезпечують альтернативний шлях до розуміння властивостей цих систем. Ці симулятори створюють чітку реалізацію конкретних систем, що представляють інтерес, що дозволяє точно реалізувати їх властивості. Точний контроль і широка налаштованість параметрів системи дозволяє чітко розрізнити вплив різних параметрів.
Квантові симулятори можуть вирішувати проблеми, які важко моделювати на класичних комп'ютерах, оскільки вони безпосередньо використовують квантові властивості реальних частинок. Зокрема, вони використовують властивість квантової механіки під назвою суперпозиція, при якому квантова частинка одночасно знаходиться у двох різних станах, наприклад, вирівняна у напрямку або проти зовнішнього магнітного поля. Що найважливіше, симулятори також використовують перевагу другої квантової властивості, яка називається заплутаність, що дозволяє корелювати поведінку навіть фізично добре розділених частинок.

## Симулятори на захоплених іонах
Симулятор на захоплених іонах, побудований командою, яка включала NIST, і про яку повідомлялося у квітні 2012 року, може створювати та контролювати взаємодії серед сотень квантових бітів (кубітів). Попередні зусилля не змогли вийти за рамки 30 квантових бітів. Як описано в науковому журналі Nature, потужність цього симулятора в 10 разів більша, ніж у попередніх пристроїв. Крім того, він пройшов низку важливих тестів порівняльних показників, які вказують на здатність вирішувати проблеми в матеріалознавстві, які неможливо моделювати на звичайних комп'ютерах.
Симулятор на захоплених іонах складається з крихітного кристала з однією площиною із сотнями іонів берилію, діаметром менше 1 міліметра, що левітує всередині пристрою, який називається пастка Пеннінга. Зовнішній електрон кожного іона діє як крихітний квантовий магніт і використовується як кубіт, квантовий еквівалент «1» або «0» у звичайному комп'ютері. В експерименті порівняльного аналізу фізики використовували лазерні промені для охолодження іонів майже до абсолютного нуля. Потім акуратно підібрані мікрохвильові та лазерні імпульси змусили кубіти взаємодіяти, імітуючи квантову поведінку матеріалів, дуже важких для вивчення іншими засобами в лабораторії. Хоча зовні ці дві системи можуть здаватися несхожими, їх поведінка спроектована математично ідентично. Таким чином, симулятори дозволяють дослідникам змінювати параметри, які неможливо змінити в природних твердих речовинах, такі як період кристалічної гратки та геометрія.
Фріденауер та ін. адіабатично маніпулювали 2 спінами, показуючи їх поділ на феромагнітний та антиферомагнітний стани. Кім та ін. розширили квантовий симулятор на захоплених іонах до 3 спінів із глобальними антиферомагнітними взаємодіями Ізінга, що містять насичення та показують зв'язок між насиченням та заплутаністю, а Іслам та ін. використовували адіабатичне квантове моделювання, щоб продемонструвати загострення фазового переходу між парамагнітним та феромагнітним впорядкуванням, оскільки кількість спінів зростала з 2 до 9. Баррейро та ін. створив цифровий квантовий симулятор взаємодіючих спінів з до 5 захопленими іонами шляхом зчеплення з відкритим резервуаром, а Ланьон та ін. продемонстрували цифрове квантове моделювання з до 6 іонами. Іслам та ін. продемонстрували адіабатичне квантове моделювання поперечної моделі Ізінга зі змінними (великими) діапазонами взаємодій аж до 18 спінів іонів, що утримуються, демонструючи контроль рівня розладів спіну шляхом регулювання діапазону антиферомагнітної взаємодії. Britton та ін. від NIST експериментально оцінив взаємодії Ізінга в системі з сотень кубітів для досліджень квантового магнетизму. Пагано та ін. Повідомили про нову криогенну систему захоплення іонів, призначену для тривалого зберігання великих іонних ланцюгів, демонструючи когерентну операцію з одним і двома кубітами для ланцюгів до 44 іонів.

## Симулятори на ультрахолодних атомах
Багато експериментів з ультрахолодними атомами є прикладами квантових симуляторів. Сюди входять експерименти, що вивчають бозони або ферміони в оптичних решітках, унітарний газ Фермі, атом Рідберга в оптичному пінцеті. Спільною ниткою цих експериментів є можливість реалізації загальних гамільтоніанів, таких як Габбардів гамільтоніан або гамільтоніанпоперечного поля Ізінга. Основні цілі цих експериментів включають виявлення низькотемпературних фаз або відстеження нерівноважної динаміки для різних моделей, проблеми, які теоретично та чисельно нерозв'язні. В інших експериментах реалізовані моделі конденсованої речовини в станах, які важко або неможливо реалізувати за допомогою звичайних матеріалів, таких як модель Голдена та модель Харпера-Хофштадтера.

## Надпровідні кубіти
Квантові симулятори, що використовують надпровідні кубіти, поділяються на дві основні категорії. По-перше, так звані квантові відпалювачі визначають основні стани певних гамільтоніанів після адіабатичного спуску. Цей підхід іноді називають адіабатичні квантові обчислення. По-друге, багато систем наслідують конкретні гамільтоніани і вивчають їх властивості основного стану, квантові фазові переходи або динаміку часу. Кілька важливих останніх результатів включають реалізацію ізолятора Мотта в приводно-дисипативній системі Бозе–Габбарда та дослідження фазових переходів у решітках надпровідних резонаторів, сполучених з кубітами.